# Tutto per una ragazza
Tutto per una ragazza (Slam) è un romanzo scritto da Nick Hornby, pubblicato nel 2007.

## Storia editoriale
Il titolo originale del romanzo, Slam, nel gergo degli skaters identifica una delle tipiche evoluzioni di questo sport, una sorta di metafora di ciò che accade al protagonista.
Nel romanzo la figura dello skater Tony Hawk è nodale; in principio Nick Hornby aveva pensato all'allora giocatore dell'Arsenal Football Club Thierry Henry al posto di Tony Hawk (entrambi TH).

## Trama
Sam è un ragazzo di sedici anni con la passione per lo skateboard e per Tony Hawk, uno dei più grandi skater al mondo: a lui, o meglio, al suo poster, Sam confida le sue paure, i suoi problemi e cerca di trovare risposte nelle frasi dell'autobiografia dello skater, "Tony Hawk (TH): Occupation: Skaterboarder".
Sam ha tanti sogni, il primo fra tutti quello di essere il primo della sua famiglia ad andare all'università. E vorrebbe anche essere il primo della famiglia a non inciampare nello stesso errore di sua madre, suo nonno e suo bisnonno: diventare genitori a soli sedici anni. 
Proprio a questa età Sam conosce e frequenta Alicia, una ragazza bellissima con cui instaura un rapporto che lo allontana momentaneamente dallo skate, dagli amici e dalla famiglia. Nel momento in cui Sam decide di lasciarla, Alicia gli confessa di aspettare un bambino. Davanti all'errore che ha segnato tutta la sua famiglia, Sam decide di scappare da Londra e di far perdere le sue tracce: purtroppo la sua fuga è breve e al suo ritorno deve affrontare tutte le difficoltà causate da questa gravidanza inaspettata. Non ultimo un "viaggio nel futuro" ad opera, così pensa Sam, di Tony Hawk.

## Opere derivate
Andrea Molaioli ha diretto Slam - Tutto per una ragazza, un adattamento cinematografico del romanzo, presentato nel 2016 al Torino Film Festival e distribuito nelle sale a marzo 2017. Fanno parte del cast Ludovico Tersigni, Barbara Ramella, Jasmine Trinca e Luca Marinelli.

## Edizioni
- (EN) Nick Hornby, Slam, Penguin books, 2007, ISBN 9780141382982.
- Nick Hornby, Tutto per una ragazza, collana Narratori della Fenice, traduzione di Silvia Piraccini, 2008, ISBN 978-88-6088-875-4.